# 石田博
石田 博（いしだ ひろし、1922年3月24日 - 2002年12月16日）は、日本の経営者、元日本交通公社（JTB）社長。東京都小平市出身。官立旧制和歌山高等商業学校（現：和歌山大学経済学部）卒業

## 経歴
- 1922年 - 東京都小平市生、兵庫県明石市出身
- 1943年 - 官立旧制和歌山高等商業学校（現：和歌山大学経済学部）卒業
- 1943年 - 日本交通公社の前身東亜旅行社に入社
- 1961年 - 日本交通公社国際部外人旅行課長
- 1964年 - JTBIニューヨーク支店長
- 1971年 - 海外旅行部長
- 1973年 - 取締役九州営業本部長
- 1976年 - 常務取締役人事部長
- 1981年 - 代表取締役専務
- 1982年 - 代表取締役社長（日本交通公社初の生え抜き社長）
- 1990年 - 代表取締役会長
- 1996年 - 相談役
- 2002年 - 肺炎のため死去[2][3][1]